# Davide Fortini
Davide Fortini, noto anche come Davitte di Raffaello Fortini (Castelfiorentino, ... – anni 1590), è stato un ingegnere e architetto italiano.
Nativo di Castelfiorentino, a volte è accreditato di origini sancascianesi in quanto si presume avesse millantato una origine più vicina a Firenze, città di cui voleva ottenere la cittadinanza. Fu genero del più famoso Niccolò Tribolo di cui sposò la figlia Dianora.

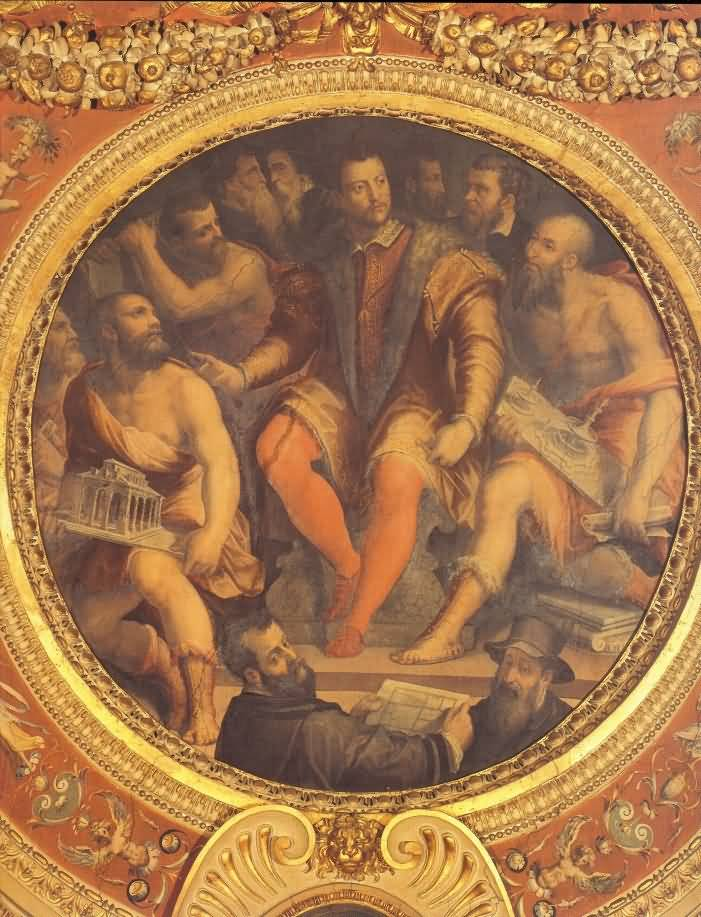
Davide Fortini rappresentato tra gli architetti, ingegneri e scultori di Cosimo I (alle ore 10:45 considerando Cosimo I le ore 12:00)

Formatosi col suocero, collaborò con lui e seguì tutti i progetti e cantieri lasciati incompiuti alla sua morte, oltre ad occuparsi di altre opere di cui fu di volta in volta responsabile integrale della realizzazione oppure capomastro o ancora incaricato di opere collaterali, raramente architetto.
Professionalmente diede il meglio di se come ingegnere idraulico supervisionando per anni la rete fluviale del Granducato di Toscana di cui fu anche magistrato delle acque. Progettò e ricostruì il ponte-diga a Ponte a Cappiano che tutt'oggi possiamo osservare, fu il realizzatore del Giardino di Boboli con le sue opere idrauliche e collaborò alla realizzazione o ristrutturazione di varie ville medicee.
Poco noto in quanto operante in un periodo affollato di personalità di alta fama, anche per la sua lunghissima carriera durata perlomeno dal 1549 al 1586 fu uno dei protagonisti dell'intensa stagione edificatoria che caratterizzò il regno di Cosimo I e successivamente dei suoi due figli.
Fu inviso al Vasari che nella sua opera Le vite de' più eccellenti pittori, scultori e architettori gli concesse poche righe in coda al capitolo dedicato al Tribolo, forse per il suo ruolo più tecnico che a quei tempi veniva disprezzato rispetto all'architetto che invece era visto come un artista. Tuttavia gli riconobbe "grande giudizio" e lo ritrasse in evidenza nel celebre affresco tondo sito in Palazzo Vecchio nel quale Cosimo I de' Medici è circondato dai suoi architetti, ingegneri e scultori.